# 알래스카만

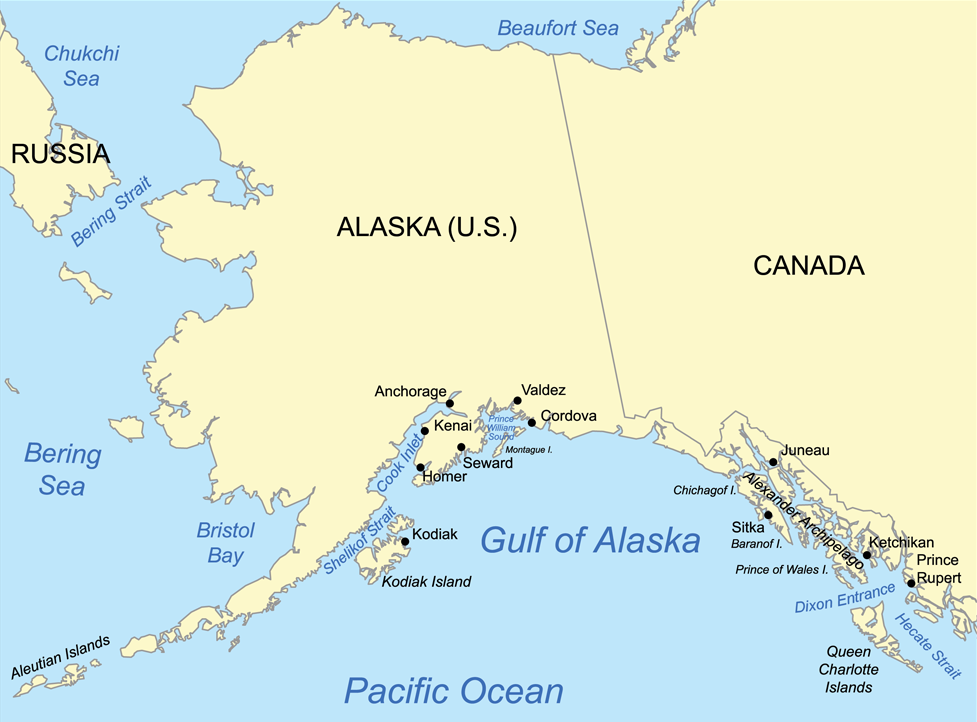

알래스카만(영어: Gulf of Alaska)은 태평양 북부의 만이다. 알래스카주의 남해안으로, 서쪽의 알래스카반도와 코디액섬에서 동쪽의 알렉산더 제도 사이의 지역이다.